# Trophée Willie-Marshall
Le trophée Willie-Marshall est un trophée de hockey sur glace, attribué annuellement au joueur ayant marqué le plus de buts au cours de la saison régulière de la Ligue américaine de hockey.
Il est baptisé en l'honneur de Willie Marshall, le joueur ayant inscrit le plus de buts, d'aides, de points et ayant joué le plus grand nombre de parties dans l'histoire de la Ligue américaine de hockey.
Le trophée a été attribué pour la première fois en 2004.

## Liste des vainqueurs
| Saison    | Joueur                             | Équipe                                          | Buts |
| --------- | ---------------------------------- | ----------------------------------------------- | ---- |
| 2003-2004 | Jeff Hamilton                      | Sound Tigers de Bridgeport                      | 43   |
| 2004-2005 | Mike Cammalleri                    | Monarchs de Manchester                          | 46   |
| 2005-2006 | Donald MacLean Denis Hamel         | Griffins de Grand Rapids Senators de Binghamton | 56   |
| 2006-2007 | Brett Sterling                     | Wolves de Chicago                               | 55   |
| 2007-2008 | Jason Krog                         | Wolves de Chicago                               | 39   |
| 2008-2009 | Alexandre Giroux                   | Bears de Hershey                                | 60   |
| 2009-2010 | Alexandre Giroux                   | Bears de Hershey                                | 50   |
| 2010-2011 | Colin McDonald                     | Barons d'Oklahoma City                          | 42   |
| 2011-2012 | Cory Conacher                      | Admirals de Norfolk                             | 39   |
| 2012-2013 | Tyler Johnson                      | Crunch de Syracuse                              | 37   |
| 2013-2014 | Zach Boychuk                       | Checkers de Charlotte                           | 36   |
| 2014-2015 | Teemu Pulkkinen                    | Griffins de Grand Rapids                        | 34   |
| 2015-2016 | Frank Vatrano                      | Bruins de Providence                            | 36   |
| 2016-2017 | Wade Megan                         | Wolves de Chicago                               | 33   |
| 2017-2018 | Valentin Zykov                     | Checkers de Charlotte                           | 33   |
| 2018-2019 | Carter Verhaeghe Alex Barré-Boulet | Crunch de Syracuse                              | 34   |
| 2019-2020 | Gerry Mayhew                       | Wild de l'Iowa                                  | 39   |
| 2020-2021 | Cooper Marody                      | Condors de Bakersfield                          | 21   |
| 2021-2022 | Stefan Noesen                      | Wolves de Chicago                               | 48   |
| 2022-2023 | Andy Andreoff                      | Islanders de Bridgeport                         | 37   |